# علی عفیف
علی عفیف (انگلیسی: Ali Afif؛ زادهٔ ۲۰ ژانویهٔ ۱۹۸۸) یک بازیکن فوتبال اهل قطر است.

## باشگاهی
از باشگاه‌هایی که در آن بازی کرده‌است می‌توان به السد، و لخویا اشاره کرد.

## تیم ملی
وی همچنین در تیم‌های ملی فوتبال Qatar U17 و قطر بازی کرده‌است.